# تشارلز وايلي (فلكي)
تشارلز وايلي (بالإنجليزية: Charles Wylie)‏ هو عالم فلك أمريكي، ولد في 1886، وتوفي في 1976.